# Szklanówka (Mszana Dolna)
Szklanówka – część miasta Mszana Dolna (SIMC 0961159), w województwie małopolskim, w powiecie limanowskim. 
Część miasta Mszana Dolna leżąca w jego centralnej części.

## Obiekty
- Stadion KS Turbacz Mszana Dolna[2]
- Miejski Ośrodek Kultury w Mszanie Dolnej[2]